# Вовче (урочище)
Вовче (Вовча, рос. Вовче, пол. Wowcze) — колишній населений пункт (урочище) у Закриницькій сільській раді Ярунського району Житомирської області.

## Населення
Наприкінці 19 століття в хуторі проживало 65 осіб, дворів — 12, у 1906 році — 40 мешканців, дворів — 8, у 1923 році — 132 жителі, дворів — 21, у 1924 році — 146 осіб (з перевагою населення польської національности), дворів — 22.

## Історія
Наприкінці 19 століття — хутір Жолобенської волості Новоград-Волинського повіту.
У 1906 році — урочище Жолобенської волості (1-го стану) Новоград-Волинського повіту Волинської губернії. Відстань до повітового центру, м. Новоград-Волинський, становила 29 верст, від волосного центру, села Жолобне — 9 верст. Найближче поштово-телеграфне відділення розміщувалося у Новограді-Волинському.
У 1923 році включене до складу новоствореної Мокренської сільської ради, яка, 7 березня 1923 року, увійшла до складу новоутвореного Пищівського (згодом — Ярунський) району Житомирської (згодом — Волинська) округи. Розміщувалося за 24 версти від районного центру, с. Піщів, та за 2 версти — від центру сільської ради, с. Мокре. У 1941 році підпорядковане Закриницькій сільській раді Ярунського району Житомирської області.
На 1 вересня 1946 року не перебував на обліку населених пунктів.